# Lucas Nogueira Garcez
Lucas Nogueira Garcez (São Paulo, 9 de dezembro de 1913 — São Paulo, 11 de maio de 1982) foi um engenheiro e político brasileiro. Recebeu o prêmio de Eminente Engenheiro do Ano em 1968. Foi governador do estado de São Paulo entre 1951 e 1955.

## História
Garcez formou-se em engenharia civil, em 1936, pela Escola Politécnica da Universidade de São Paulo, onde mais tarde seria professor. Recebeu o título de professor doutor em 1946 e professor emérito em 1964, sendo o sexto doutor a receber essa honraria. Foi diretor da Faculdade de Engenharia Industrial da Pontifícia Universidade Católica (FEI/PUC-SP) de 1957 a 1960.
Sua vida profissional começou a ganhar destaque quando assumiu a superintendência da construção da usina hidrelétrica de Avanhandava (1940) e da Fábrica Nacional de Motores (FNM-1943). Prosseguiu atuando nas áreas de saneamento e de saúde pública até que, em 1949, ocupou o cargo de Secretário de Estado de Viação e Obras Públicas, onde conseguiu a projeção de seu nome a fim de ser eleito governador.
Eleito com o apoio do então governador Adhemar de Barros, este tentou mandar em Garcez, que logo de início não aceitou, e eles acabaram rompendo com estrondo. Ameaçado de prisão pelo sucessor, Adhemar caiu no ostracismo e perderia a eleição de 1954 para Jânio Quadros, por falta de apoio de Garcez.

## O governo Garcez (1951-1955)

Em visita ao Senado Federal, em 1951.

Durante seu mandato, criou o Departamento de Águas e Energia Elétrica (DAEE), as Usinas Hidrelétricas do Paranapanema (USELPA), o Conselho Estadual de Higiene e Segurança do Trabalho, o Departamento de Assistência Médico-Hospitalar ao Servidor Público Estadual e o Fundo de Amparo ao Menor.
Foi grande incentivador da construção de usinas hidrelétricas, vindo a inaugurar as usinas de Salto Grande, Limoeiro, Euclides da Cunha e Barra Bonita, bem como os aeroportos de Congonhas e Viracopos e a finalização das obras da Via Anchieta, além da inaugurar a Escola de Engenharia de São Carlos da Universidade de São Paulo, onde proferiu a primeira aula em 18 de abril de 1953. No mesmo ano, foi feito presidente de honra do Centro Acadêmico Armando de Salles Oliveira (CAASO), na ocasião da fundação deste, assim como o então diretor da EESC, senhor Theodoro de Arruda Souto e o deputado Miguel Petrilli. Ele inaugurou também, um ano antes, a Faculdade de Medicina de Ribeirão Preto, proferindo a palestra "Tratamento biológico dos esgotos" em 17 de maio de 1952.
Seu governo instituiu um plano de desenvolvimento estadual denominado PAGE (Plano de Ação do Governo Estadual).
Em 1951, institui uma comissão mista criando o Parque do Ibirapuera para que esse se tornasse o marco das comemorações do IV Centenário da cidade de São Paulo em 1954. O arquiteto Oscar Niemeyer teve a responsabilidade pelo projeto arquitetônico, construindo, entre outros edifícios, o Pavilhão Lucas Nogueira Garcez, popularmente conhecido como Oca. Também em 1954, fundou a Orquestra Sinfônica do Estado de São Paulo, conhecida como OSESP.

## Professor, pesquisador e político
Após seu governo prosseguiu a carreira de docente e pesquisador na universidade e em institutos de pesquisa, não abandonando, contudo a política, pois em 1970 foi presidente da Aliança Renovadora Nacional (ARENA). Ainda no período de 1967 a 1975, foi diretor das Centrais Elétricas de São Paulo (CESP) e, posteriormente, entre 1981 e 1982, presidente da Eletropaulo, no governo estadual de Paulo Maluf, cargo que ocupou até seu falecimento. 

## Publicações
Foi autor de diversos livros, destacando-se Hidrologia e Engenharia Hidráulica e Sanitária, ambos publicados pela Editora Blucher. Garcez foi membro da Academia Paulista de Letras, tendo ocupada a cadeira número 4.